# МХСК (футбольный клуб)
МХСК или ЦСКА (узб. MHSK — Markaziy harbiy sport klubi / МҲСК — Марказий ҳарбий спорт клуби) — бывший узбекистанский футбольный клуб из Ташкента.

## Названия
| Период    | Название            |
| --------- | ------------------- |
| 1992      | Пахтакор-79         |
| 1993      | Бинокор-Пахтакор-79 |
| 1993-2000 | МХСК (ЦСКА)         |

## История
По некоторым данным, являлся преемником клуба «Свердловец», образованного ещё в 1945 году, который в советские времена был известен как СКА.
Официально основан в 1992 году под названием «Пахтакор»-79 в память о трагически погибшей в 1979 году в авиакатастрофе команде «Пахтакор».
В начале 1993 года переименован в «Бинокор-Пахтакор»-79, после чего  получил название МХСК — узбекскую версию аббревиатуры ЦСКА (Центральный спортивный клуб Армии).
8 первых сезонов провёл в Высшей лиге Узбекистана, а последние 2 выступал в Первой лиге.
Чемпион Узбекистана 1997 года, серебряный (1995) и бронзовый призёр (1996), финалист Кубка Узбекистана 1995 года.
Клуб проводил домашние матчи на ташкентском стадионе МХСК, вмещавшем 16 500 зрителей. Он был снесён в 2009 году, и на его месте построен стадион «Миллий».
По некоторым данным, принадлежал сначала Министерству обороны Узбекистана, затем — Министерству внутренних дел Узбекистана. Был расформирован в 2000 году.

## Достижения
Чемпионат Узбекистана
- Чемпион: 1997.
- Серебряный призёр: 1995.
- Бронзовый призёр: 1996.

Кубок Узбекистана
- Финалист: 1995.

## Результаты выступлений
| \| Сезон \| Лига \| Место \| Кубок \| \| 1992 \| Высшая лига \| 11 \| 1/16 финала \| \| 1993 \| Высшая лига \| 8 \| 1/8 финала \| \| 1994 \| Высшая лига \| 4 \| 1/16 финала \| \| 1995 \| Высшая лига \| 2 \| Финалист \| \| 1996 \| Высшая лига \| 3 \| Полуфиналист \| \| 1997 \| Высшая лига \| 1 \| 1/4 финала \| \| 1998 \| Высшая лига \| 15 \| 1/16 финала \| \| 1999 \| Первая лига \| 13 \| 1/16 финала \| \| 2000 \| Первая лига \| 12 \| Предварительный раунд (3-е место в группе 1) \| |             |       |                                              |
| Сезон | Лига        | Место | Кубок                                        |
| 1992 | Высшая лига | 11    | 1/16 финала                                  |
| 1993 | Высшая лига | 8     | 1/8 финала                                   |
| 1994 | Высшая лига | 4     | 1/16 финала                                  |
| 1995 | Высшая лига | 2     | Финалист                                     |
| 1996 | Высшая лига | 3     | Полуфиналист                                 |
| 1997 | Высшая лига | 1     | 1/4 финала                                   |
| 1998 | Высшая лига | 15    | 1/16 финала                                  |
| 1999 | Первая лига | 13    | 1/16 финала                                  |
| 2000 | Первая лига | 12    | Предварительный раунд (3-е место в группе 1) |

## Главные тренеры
| Период    | Главный тренер             |
| --------- | -------------------------- |
| 1992      | Борис Лавров               |
| 1992—1993 | Вячеслав Соловьёв          |
| 1993      | Берадор Абдураимов         |
| 1994—1995 | Бахром Хакимов             |
| 1995      | Александр Иванков          |
| 1996      | Григорий Цейтлин           |
| 1996—1998 | Рустам Мирсадыков          |
| 1999—2000 | Виталий Ни ,Виталий Суюнов |